# Emil Abel
Emil Abel (* 2. Juni 1875 in Wien; † 3. April 1958 in London) war ein österreichischer Chemiker. Er war Professor und Vorstand am Institut für physikalische Chemie an der Technischen Hochschule in Wien. Sein Hauptforschungsgebiet war die Chemische Kinetik; daneben forschte er auch in der Chemischen Thermodynamik sowie in der Theoretischen Elektrochemie.

## Studium und Professur
Emil Abel studierte an der Technischen Hochschule (TH) in Wien, der Abschluss erfolgte mit Auszeichnung 1898, bei Walther Nernst in Göttingen promovierte er. 1919 wurde er außerordentlicher Professor für Physikalische Chemie an der TH, schließlich 1923 ordentlicher Professor.

## Vertreibung aus Wien
Nach dem „Anschluss“ Österreichs wurde Emil Abel durch einen am 22. April 1938 ergangenen Erlass mit sofortiger Wirkung entlassen. Auch sein Sohn Stefan, der Jus studierte, musste die Universität verlassen. Emil Abel wurde als Mitglied der Deutschen Physikalischen Gesellschaft am 9. Dezember 1938 vom damaligen Vorsitzenden Peter Debye aufgefordert, aus der Gesellschaft auszutreten. Aus der Akademie der Wissenschaften in Wien, deren korrespondierendes Mitglied er war, trat er Ende 1938 aus, nachdem die Akademie unter Druck gesetzt wurde, sich von ihren „nichtarischen“ Mitgliedern zu trennen.
Abel emigrierte 1939 nach London und arbeitete bis 1940 am University College London.
Abel war mit Camilla, geborene Adler, verheiratet, und hatte mit ihr zwei Kinder (neben Stefan auch Marianne). Seine zweite Frau war Edith, geborene Mautner.

## Schriften (Auswahl)
- Theorie der Hypochlorite, eine physikalisch-chemische Studie. Deuticke, Leipzig/Wien 1904.
- Er beschrieb die Elemente Jod (mit Franz Halla) sowie Brom für Abegg's Handbuch der anorganischen Chemie, Bd. 4. 1912.